# 數位引擎
數位引擎  是源自於建碁的迷你PC系列產品XC mini所衍生出的應用型電腦. 數位引擎可以廣泛的應用於車用電腦、KIOSK、數位看板、銷售時點情報系統、醫療與保全應用等。

## 硬體概觀
數位引擎是1.22公升有風扇或無風扇的小型電腦系統。數位引擎皆支援Intel移動型中央處理器與HD或 Full HD影像輸出能力。每個數位引擎皆通過震動與震盪測試並擁有40,000小時之MTBF，8G操作震動與0.5Grms運作震盪測試，確保長時間運作的可靠性。內部組件與規格則能夠依照需求來進行定製以符合客戶需求例如 藍光光碟/DVD光碟機、無線網路、類比/數位電視 卡與藍芽功能。同時後方的輸出入亦可以針對需求來生產。
無風扇的數位引擎不能安裝光碟機並且比有風扇的重因為散熱設計上之需求。

### 應用
數位引擎非常具有彈性並適合應用於數位看板產品等。每一個數位引擎皆通擁有40,000小時之MTBF，能確保長時間不關機的運作平穩。並有各類掛架與支撐架等滿足不同的安裝需求。
針對多部數位引擎的應用環境，Engine Core是一個堅固而且易於維護與整理的機殼可以安裝3或6 台數位引擎。Titan 支架則是專為吊掛數位看板所設計可以吊掛於天花板、固定於牆上與放在地上等方式來快速部署數位看板。

### 數位電子看板平台用的數位引擎
自2007以來建碁即已應用電腦的硬體供應商為主力。為了製造出安靜環保且體積小的電腦而展出 “Mobile on Desktop Technology” (MoDT) 技術以提供高效能卻小又省電的解決方案。建立完整而且可以依照需求調整的解決方案包含硬體 (主機板、機殼、數位引擎與warmTOUCH、DSD與軟體)